# La Nostalgie de l'honneur
La Nostalgie de l'honneur est un récit de Jean-René Van der Plaetsen paru le 6 septembre 2017 aux éditions Grasset et ayant reçu notamment le prix Jean-Giono, le prix Erwan-Bergot ainsi que le prix Interallié la même année,,.

## Historique du livre
Le livre reçoit le 22 novembre 2017 le prix Interallié au troisième tour de scrutin avec sept voix contre trois à Un certain M. Piekielny de François-Henri Désérable et une voix à La Gloire des maudits de Nicolas d'Estienne d'Orves.

## Résumé
Le livre est le récit biographique et en partie romancé du grand-père de l'auteur, le général Jean Crépin, compagnon de la Libération et héros de la deuxième division blindée.

## Accueil de la critique
Ce roman est une description de la geste héroïque des Français libres à travers l'itinéraire du grand-père maternel de l'auteur en qui Bernard-Henri Lévy voit « l'une des figures les plus lumineuses de l'épopée de la France libre »,. « La force de ce livre », écrit l'académicien français Jean-Marie Rouart, « c'est qu'il n'évoque pas seulement l’aïeul de l'auteur, il nous parle de nous, de la France, d'un univers et d'une sensibilité militaire douloureuse. Car, à travers un personnage, il nous révèle une tragédie. Le calvaire d'officiers, dans la funeste période 1940-1965, a rarement été éclairé dans une aussi juste lumière ». Le journaliste et écrivain Franz-Olivier Giesbert a également salué ce livre : « à travers le récit bouleversant des faits d'armes de son grand-père, héros de la Seconde Guerre mondiale, compagnon du général de Gaulle, Jean-René Van der Plaetsen rend hommage à cette valeur en voie de disparition dans un livre qui sent le ciel et l'air pur : la nostalgie de l'honneur ».

## Éditions
- Éditions Grasset, 2017,  (ISBN 978-2246813934).
- Le Livre de poche, 2018  (ISBN 9782253091882).